# أكبر حمزة نامه

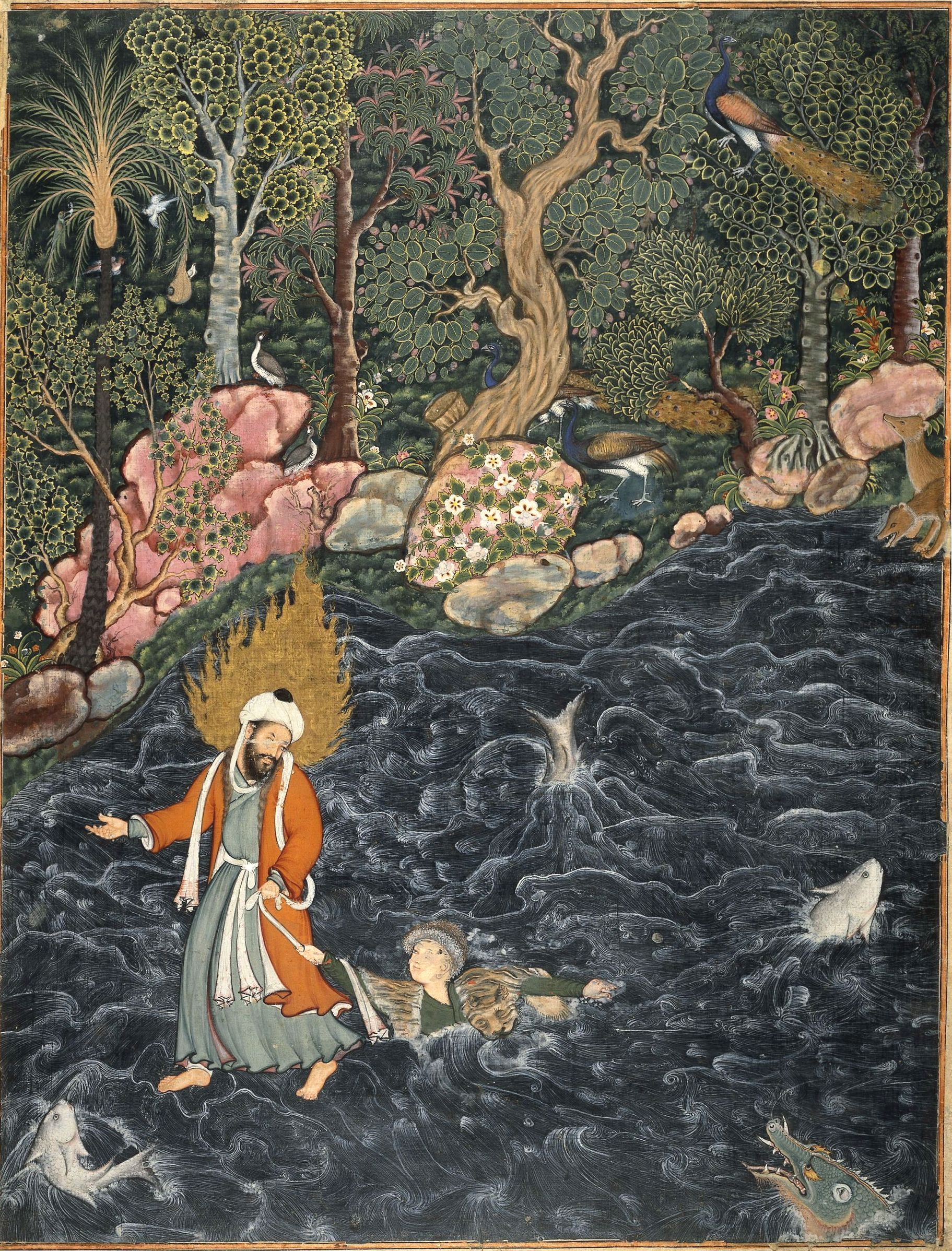
مير سيد علي يُصور النبي إلياس يُنقذ الأمير نور الدهر من الغرق في النهر، الصورة من من أكبر حمزة نامه

أكبر حمزة نامه (المعروف أيضًا باسم حمزة نامه أكبر) هي مخطوطة ضخمة مصورة، مجزأة الآن، للملحمة الفارسية حمزة نامه التي كلف السلطان المغولي أكبر الرسامين بإعدادها حوالي عام 1562.

## الأصول
على الرغم من أن السلطان المغولي الأول بابور، وصف كتاب حمزة نامه بأنه: "كذبة طويلة بعيدة المنال؛ تعارض المنطق والطبيعة"، إلا أن حفيده أكبر، الذي تولى العرش في سن الرابعة عشرة، استمتع بها كثيرًا. وقد كلَّف ورشة عمله في البلاط بإنشاء مخطوطة مصورة لحمزانة نامه في وقت مبكر من حكمه (كان عمره آنذاك حوالي عشرين عامًا)، والتي صُورت على نطاق واسع بشكل غير عادي لدرجة أن الأمر استغرق أربعة عشر عامًا، من حوالي عام 1562 إلى عام 1577، لإكمالها. وكما يخبرنا مؤرخ بلاط أكبر، فإن مغامرات حمزة مُمثلة في اثني عشر مجلدًا، وقد رسم الرسامون الأذكياء أروع الرسوم التوضيحية لما لا يقل عن ألف وأربعمائة مقطع من القصة. أصبحت المخطوطة المصورة التي أُنشئَت على هذا النحو الإنجاز الأعظم للفن المغولي الهندي، إذ وُصفَت: "من بين كل الغنائم التي نهبها نادر شاه من دلهي في عام 1739 (بما في ذلك عرش الطاووس)، لا يوجد شيء أعلى قيمة من حمزة نامه، المرسومة بصور تتحدى الخيال والإبداع، وهو الذي ناشد السلطان محمد شاه إعادتها".

## الرسمات (المنمنمات)
وبالإضافة إلى النص، تضمنت المخطوطة 1400 منمنمة مغولية على صفحة كاملة ذات حجم كبير بشكل غير عادي، وكلها تقريبًا مرسومة على قماش قطني منسوج بإحكام. وقد صُنف العمل في 14 مجلدًا. في الصفحات الأولى، توجد تجربة لتخطيطات مختلفة، وبعدها على أحد جانبي كل الصفحات تقريبًا هناك منمنمة، حوالي 69 سم × 54 سم (تقريبًا 27 × 20 (بوصات) في الحجم، صُنعَت بدمج بين الأساليب الفارسية والمغولية. وعلى الجانب الآخر يوجد النص باللغة الفارسية بخط النستعليق، مرتبًا بحيث يكون النص مقابل الصورة المطابقة في معظم افتتاحيات الكتاب.
وكان حجم اللجنة من النقاشين والرسامين غير مسبوق على الإطلاق، حتى أنها امتدت إلى ورشة العمل السلطنة الضخمة. وفقًا للروايات المعاصرة، فإن العمل احتاج حوالي ثلاثين فنانًا رئيسًا، وعمل أكثر من مائة رجل على الجوانب المختلفة للكتاب. وبحسب بادوني وشاهناواز خان فإن عملية إعداد الرسوم التوضيحية كانت تحت إشراف مير سيد علي في البداية، ثم عبد الصمد، ومن المحتمل أن الأول قد بُدل كرئيس للورشة لأن وتيرة الإنتاج كانت بطيئة للغاية. بعد سبع سنوات تمَّ إنتاج أربعة مجلدات فقط، لكن الرئيس الجديد تمكن من تنشيط الإنتاج واستكمال المجلدات العشرة في سبع سنوات أخرى، دون أي فقدان للجودة. على الرغم من أن بروز الإتقان في المجلدات الأولى، إلا أن البعض يُجادل أن الصفحات اللاحقة هي الأكثر إثارة وإبداعًا في العمل.
لا تزال الصفحة الأخيرة من هذه المخطوطة مفقودة. لم يتم توقيع أي من صفحات هذه المخطوطة التي تم العثور عليها حتى الآن، على الرغم من أن العديد منها قد نسبت إلى فنانين مختلفين. وبالمقارنة مع مخطوطة طوطي نامه لأكبر، وهي من تصميم لجنة أصغر حجمًا بدأت واكتملت أثناء تقدم لجنة حمزة نامه، تظهر المخطوطة اندماجًا أكبر بكثير بين أنماط المنمنمات الهندية والفارسية. ورغم أن الأناقة واللمسة النهائية قد تبدو أقرب إلى الأعمال الفارسية، فإن الأسلوب التكويني والدراما السردية يعودان أكثر إلى التقاليد الهندية. يُعد هذان المخطوطان معًا من الأعمال الرئيسة في تشكيل أسلوب المنمنمات المغولي.

## المكتبات والمعارض
في مرحلة مبكرة إلى حد ما، تشتتت المخطوطة، ولم ينجُ منها سوى ما يزيد قليلًا عن مائة منمنمة. في عام 2009، نظم متحف الفنون التطبيقية في فيينا معرض: (GLOBAL:LAB، الفن كرسالة. آسيا وأوروبا 1500-1700)، والتي كانت معظم محتوياته من حمزة نامه. أُقيمت معارض أخرى حديثة مخصصة للمخطوطة في متحف فيكتوريا وألبرت في عام 2003 وفي عامي 2002/2003 في متحف سميثسونيان في واشنطن العاصمة، والذي انتقل إلى متحف بروكلين في نيويورك.
تتضمن مقتنيات صفحات المخطوطة ما يلي:
- 61 في متحف الفنون التطبيقية، فيينا ، تم الحصول عليها من الحكومة الفارسية بمناسبة معرض فيينا العالمي عام 1873 [الإنجليزية].[10]
- 27 في متحف فيكتوريا وألبرت ، لندن، تم الحصول عليها من متجر في كشمير في عام 1896 من قبل السير كاسبر بيردون كلارك، أمين المتحف.[11]
- 5 في متحف متروبوليتان للفنون في نيويورك، تم الحصول عليها من خلال ثلاث عمليات شراء في بداية القرن العشرين.[12]
- 4 في متحف بروكلين (24.46-49) [13]
- 3 في متحف أشموليان في أكسفورد ، على سبيل الإعارة من هوارد هودجكين [الإنجليزية] ، واحدة منها حصل عليها من ماريا ساري هيومان (LI118.1،2 و100).[14]
- الأمير قاسم وأبطال إيران وطوران، في متحف مقاطعة لوس أنجلوس للفنون (M.78.9.1)، تم الحصول عليها في عام 1978 من مجموعة ناسلي وأليس هيرامانيك.[15]
- معركة مازندران ، في مكتبة الكونجرس في واشنطن العاصمة [16]
- النبي إلياس ينقذ ابن أخ حمزة، في المتحف البريطاني (ME OA 1925.9-29.01)[17][18]
- يحرق حمزة صندوق زارثوست، وهذه المنمنمة موجودة في مجموعة ديفيد في كوبنهاجن، والتي تم الحصول عليها من معهد شيكاغو للفنون في عام 1998.[19]
- أربعة رجال في القتال، في متحف فرالين للفنون (1999.19) منذ عام 1999.[20]
- يصل القسام العباس من مكة ويسحق طهماسب بهراوة ، في متحف فيلادلفيا للفنون منذ عام 1937، تم الحصول عليه من متحف بروكلين (1937-4-1).[21]
- الخواجة عمرو هاربًا من معسكر مرزق ، منذ عام 2004 في متحف الفن الإسلامي، الدوحة (31/2004).[22]
- لوحتان في متحف الفنون الجميلة، بوسطن (06.129 و 24.129).[23]
- لوحة واحدة في المعرض الوطني في فيكتوريا في ملبورن (AS12-1978)، منذ عام 1978.[24][25]
- لوحة واحدة في مجموعة الخليلي للفن الإسلامي.[26][27]

## صور بعض المنمنمات

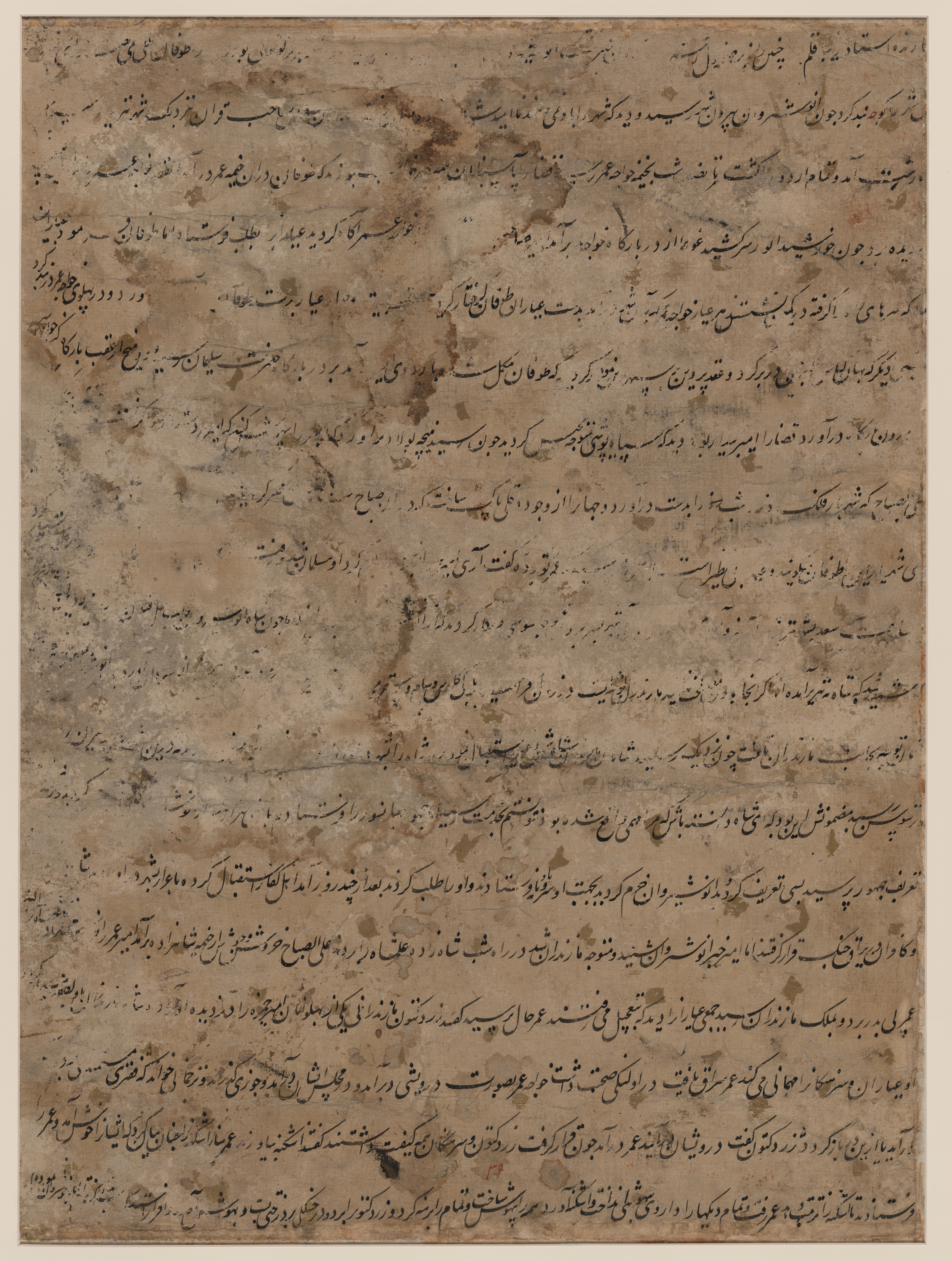
النص على ظهر الورقة (معركة مازندران)
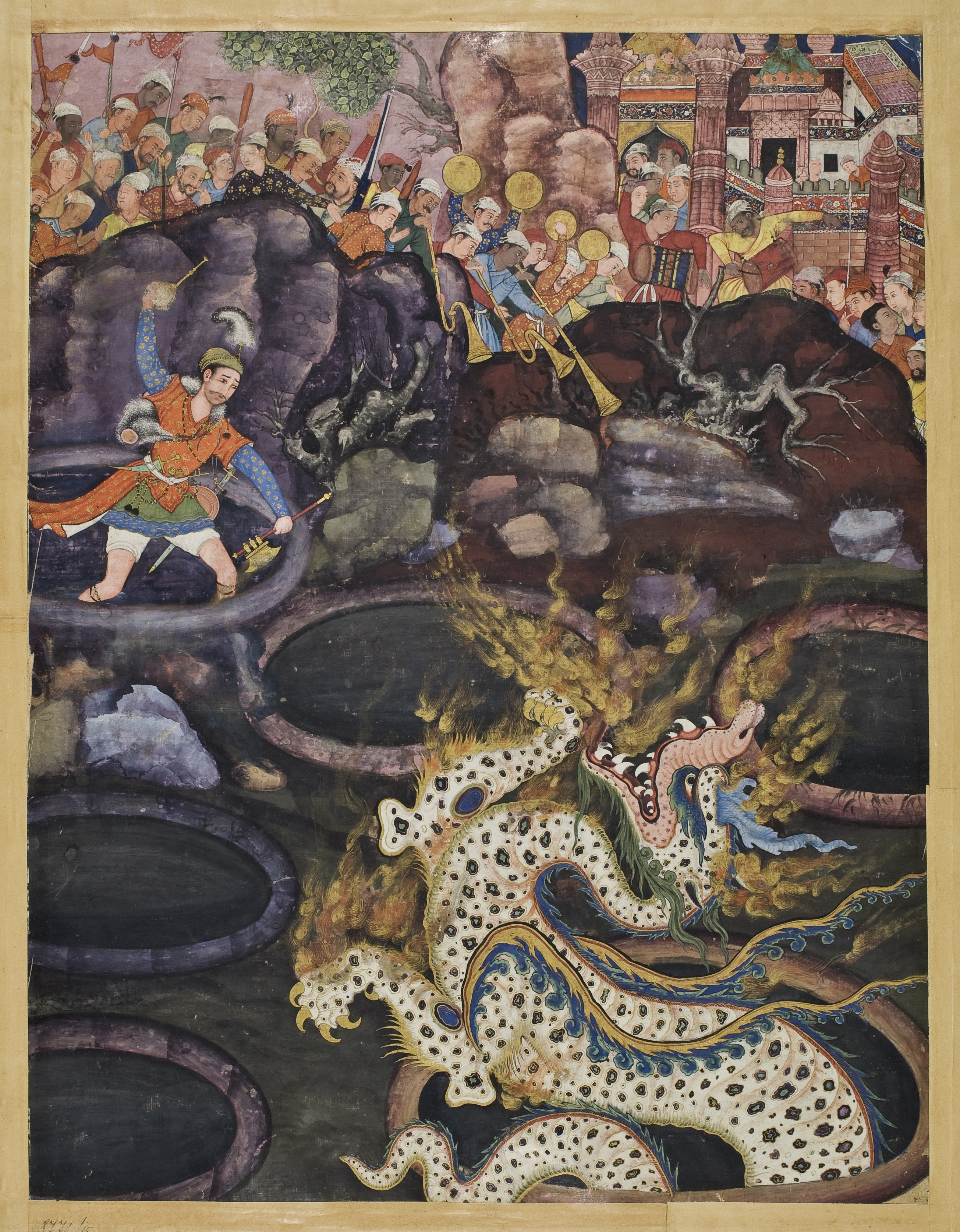
عمرو يهزم التنين، بقلم داسوانث
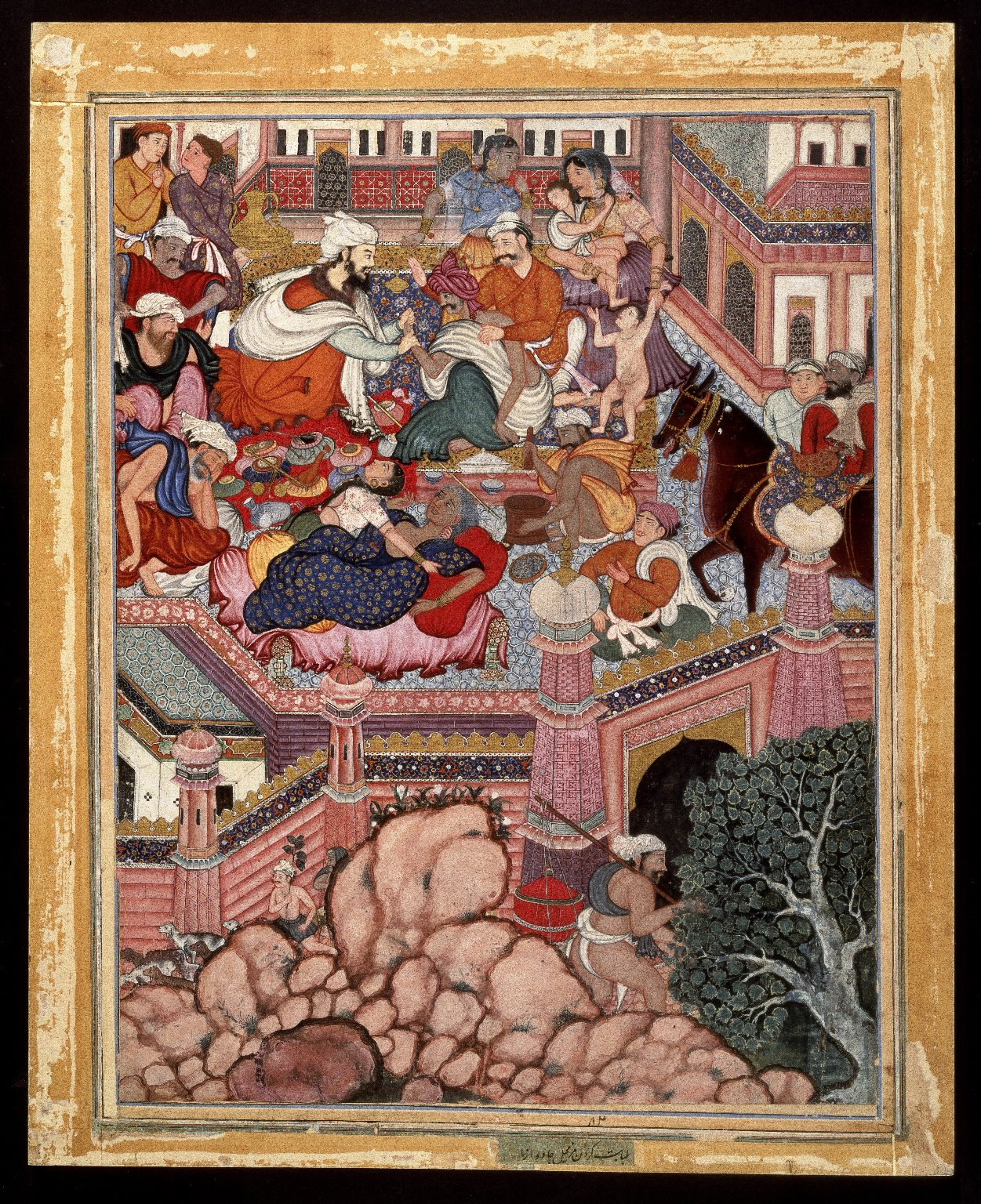
عمرو، متنكرًا في هيئة مزمهل الجراح، يمارس الدجل على سحرة أنطالي، حوالي عام 1570.
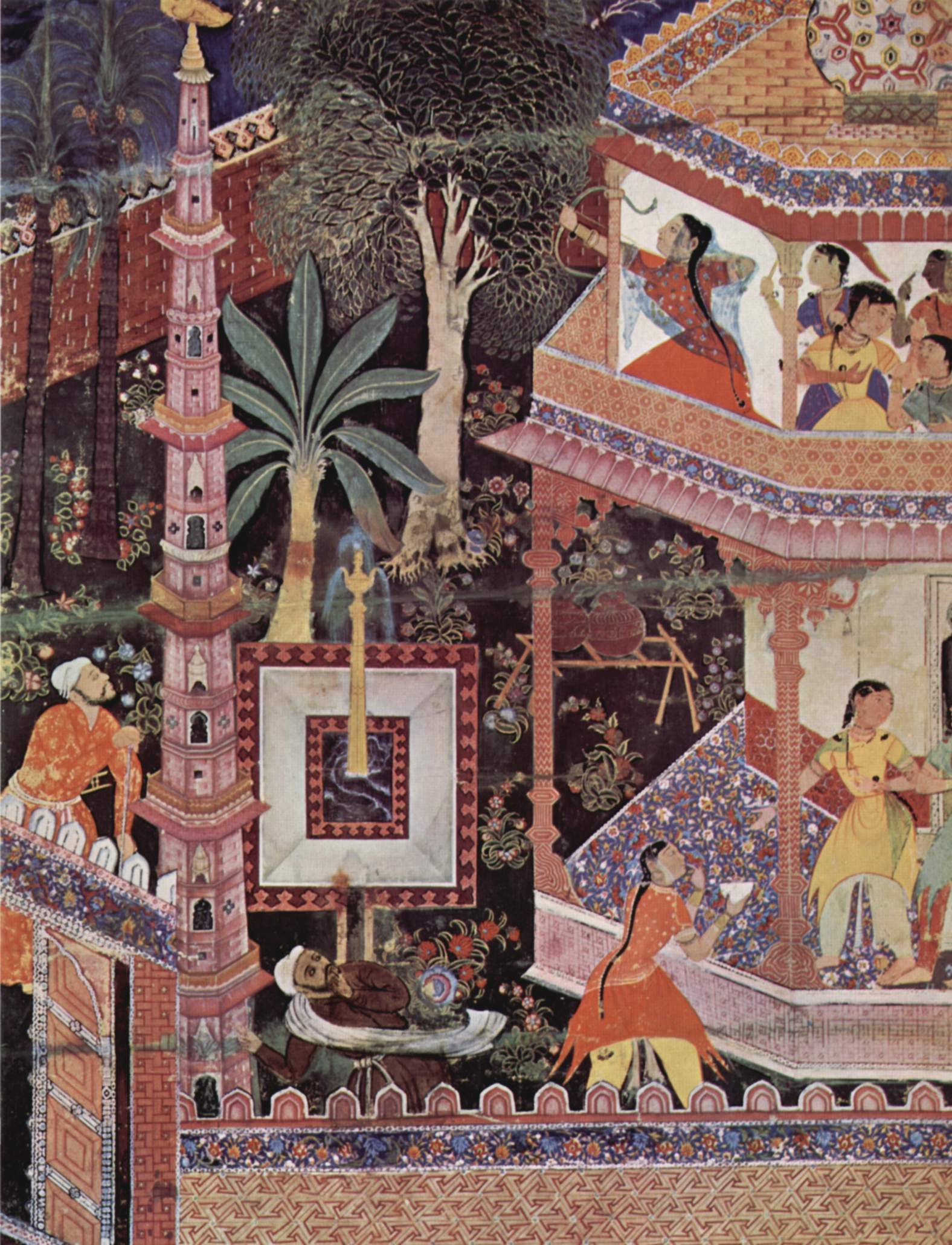
ميهردخت يطلق سهمًا عبر الحلقة